# Albert Barth (Theologe)
Albert Barth (* 20. Februar 1874 in Basadingen; † 14. Mai 1927 in Basel) war ein Schweizer Theologe und Bildungspolitiker.

## Leben

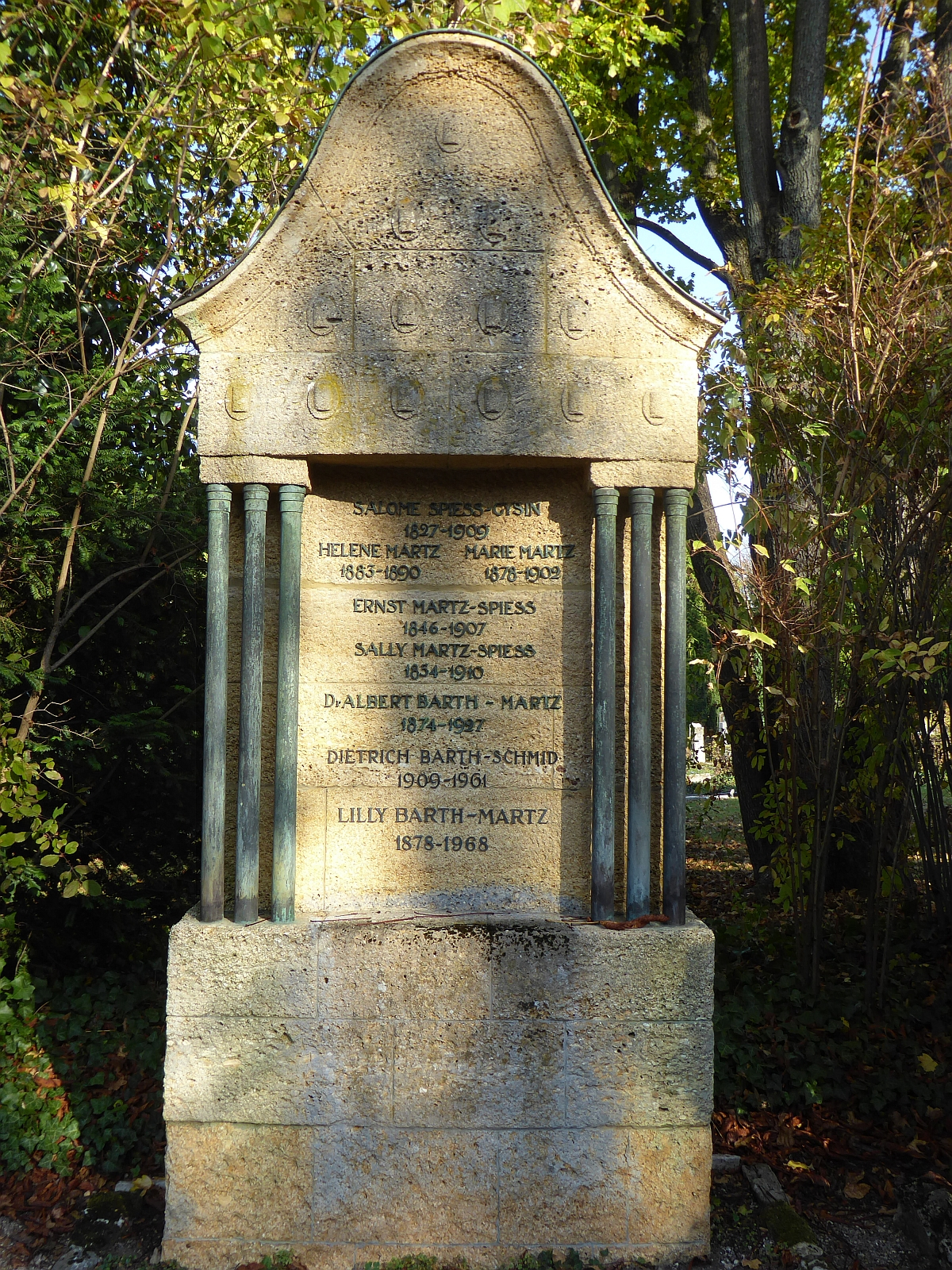
Grab auf dem Friedhof Wolfgottesacker, Basel

Barth studierte Theologie in Basel und Berlin sowie Geschichtswissenschaft und Germanistik in Göttingen; 1900 promovierte er zum Dr. phil. Von 1904 bis 1909 war Barth Lehrer am humanistischen Gymnasium Basel. Von 1909 bis 1915 war er Leiter des Lehrerseminars Schaffhausen. Ab 1915 war er Rektor der Töchterschule Basel.
Barth war bildungspolitisch und schulreformerisch aktiv; er setzte sich „für die Stärkung der staatsbürgerlichen Erziehung und die Reform des Gymnasiums“ ein. 1919 war er „massgebender Gutachter des Bundesrats für die Anerkennung der drei Maturitätstypen A, B und C“.